# Eunicea madrepora
Eunicea madrepora is een zachte koraalsoort uit de familie Plexauridae. De koraalsoort komt uit het geslacht Eunicea. Eunicea madrepora werd in 1846 voor het eerst wetenschappelijk beschreven door Dana. 